# Кайлаштіла – Ашугандж
Кайлаштіла – Ашугандж – газотранспортний коридор на північному сході Бангладеш, який постачає продукцію з основного видобувного регіону до газотранспортного хабу Ашугандж. 
Ще у 1980-х роках блакитне паливо почало надходити з північного сходу країни по трубопроводу Хабігандж – Ашугандж. А в 1993-му став до ладу значно потужніший газогін Північ – Південь довжиною 175 км, діаметром труб 600 мм та максимальною пропускною здатністю 9,3 млн.м3 на добу, який проклали від газового родовища Кайлаштіла. Його траса проходила повз введене в експлуатацію у тому ж році родовище Рашидпур, яке під'єднали за допомогою перемички діаметром 500 мм. 
У 2005 році газотранспортний коридор підсилили ще однією ниткою Рашидпур – Ашугандж, яка має довжину 82 км, діаметр 750 мм та пропускну здатність у 14,1 млн м3 на добу.
Поступово до газотранспортного коридору були під'єднані інші родовища регіону, як то:
- в 1999-му почалась розробка родовища Джалалабад, від якого до Кайлаштіли спорудили перемичку довжиною 15 км та діаметром 350 мм;
- в 2001 році для видачі продукції з родовища Беані-Базар до Кайлаштіли проклали перемичку довжиною 18 км, діаметром 500 мм тта пропускною здатністю до 7 млн.м3 на добу;
- у 2005-му до Рашидпуру почалась подача продукції родовища Моулаві-Базар, від якого спорудили перемичку довжиною 24 км;
- в 2010-му завершили спорудження перемичики довжиною 42 км та діаметром 750 мм від газового родовища Бібіяна до клапанної станції Muchai поблизу Рашидпуру (при цьому в середині 2010-х для видачі продукції з Бібіяни проклали потужніший газогін Бібіяна – Дхануа). 
На завершальній ділянці траси до газотранспортного коридору може надходити ресурс з окремих виробничих майданчиків родовища Тітас. 
Від газопроводу можуть живитись ТЕС Фенчугандж, ТЕС Кушияра, ТЕС Шахджибазар (до останньої ресурс може подаватись через перемичку, яка сполучає газотранспортний коридор Кайлаштіла – Ашугандж із вихідним пунктом згаданого на початку статті газопроводу Хабігандж – Ашугандж). Із кінцевого пункту маршруту в Ашуганджі блакитне паливо спрямовується на захід (трубопровід Ашугандж – Бхерамара) або до столиці і південно-східної частини країну (трубопровід Ашугандж – Бахрабад). В самому Ашуганджі споживачами можуть бути теплові електростанції компанії APSCL (ТЕС Ашугандж, ТЕС Ашугандж-Північ/Ашугандж-Південь) і менші генеруючі об’єкти компаній United Power, Midland Power та BPDB (втім, варто відзначити, що поява газового хабу Ашугандж була викликана наявністю поряд найбільшого газового родовища країни Тітас).
В 2012-му стала до ладу компресорна станція Muchai, яка дозволила збільшити пропускну здатність системи. Робочий тиск при цьому зріс із 6,2 МПа до 7,6 МПа.